# Birk Risa
Birk Risa (* 13. Februar 1998 in Stavanger) ist ein norwegischer Fußballspieler, der beim Norwegischen Erstligisten Molde FK unter Vertrag steht. Er kann sowohl als Linksverteidiger, als auch als Innenverteidiger eingesetzt werden.

## Karriere
Risa wechselte im Sommer 2014 aus der Jugend von Sandnes Ulf in die U17 des 1. FC Köln. In seiner ersten Saison erzielte er 5 Tore in 12 Spielen in der B-Junioren Bundesliga West. Eine Saison später war er Stammspieler der U19 der Kölner in der A-Junioren-Bundesliga.
Bereits in der Saison 2016/2017 spielte er neben der U19 für die zweite Mannschaft des 1. FC in der Regionalliga West.
Am 10. Dezember 2017 gab er sein Debüt für die erste Mannschaft in der Bundesliga. Im Spiel gegen den SC Freiburg wurde er in der 72. Minute für Konstantin Rausch eingewechselt. Am 16. Dezember 2017 stand er im Spiel gegen den VfL Wolfsburg in der Startformation, diesmal als Stürmer.
Im März 2018 bat Risa um einen Wechsel in die Heimat und unterschrieb einen Vertrag über vier Jahre beim Odds BK. 2020 wechselte er zum Molde FK.
Im Juli 2023 wechselte Risa in die MLS zum New York City FC. Im Sommer 2025 kehrte er zu Molde FK zurück.